# Ortel (Berg)
Der Ortel (deutsch Ortelsberg, 553,9 m) ist ein regelmäßig geformter Kegelberg im Lausitzer Gebirge im Liberecký kraj in Tschechien.

## Lage und Umgebung
Der Ortel befindet sich etwa 3 Kilometer südlich von Cvikov (Zwickau in Böhmen) und 1,5 Kilometer nordwestlich von Lindava (Lindenau), einem Ortsteil von Cvikov. Er zählt zu einer der zahlreichen Phonolithkuppen des Lausitzer Gebirges.

## Geologie
Der Ortel entstand durch das Eindringen von Magma zwischen Schichtgesteine in geringer Tiefe, die Aufwölbung der Deckschichten der nordböhmischen Kreidesenke über der Magmakammer, die Erstarrung der Magma zu Phonolith sowie die anschließende Abtragung der weichen Deckschicht aus Kreidesandstein durch Erosion. Die freigelegte Phonolithkuppe weist heute vereinzelt Phonolith-Schutthalden auf; die Südflanke ist von steilen Felswänden geprägt. Im Gipfelbereich kann man einige plattenförmige Felsformationen finden. Am Bergfuß befinden sich heute alte aufgegebene Phonolith-Steinbrüche.

## Geschichte
Auf dem Gipfel des Ortels sollen sich eine heidnische Kultstätte und später die Richtstätte von Cvikov oder Lindava befunden haben. Diese Aussagen sind allerdings nicht bewiesen. Davon wird der deutsche Name Ortelsberg (von ursprünglich Urteilsberg) abgeleitet. 
Bei der örtlichen Bevölkerung regte der Berg die Fantasie an; so existiert eine Reihe von Geschichten und Sagen. Unter anderem sollen auf dem Gipfel Zwerge gewohnt und Brot gebacken haben.

## Flora
Der Berg ist überwiegend mit Buchen, Spitzahorn und Eschen bewachsen, welche auch den Gipfel bedecken. An der Südostflanke gibt es einen Rest naturbelassenen Eichenwaldes. 
Der Unterwuchs wird unter anderem vom Hohlen Lerchensporn, Maiglöckchen und der Weißen Schwalbenwurz gebildet.

## Aussicht

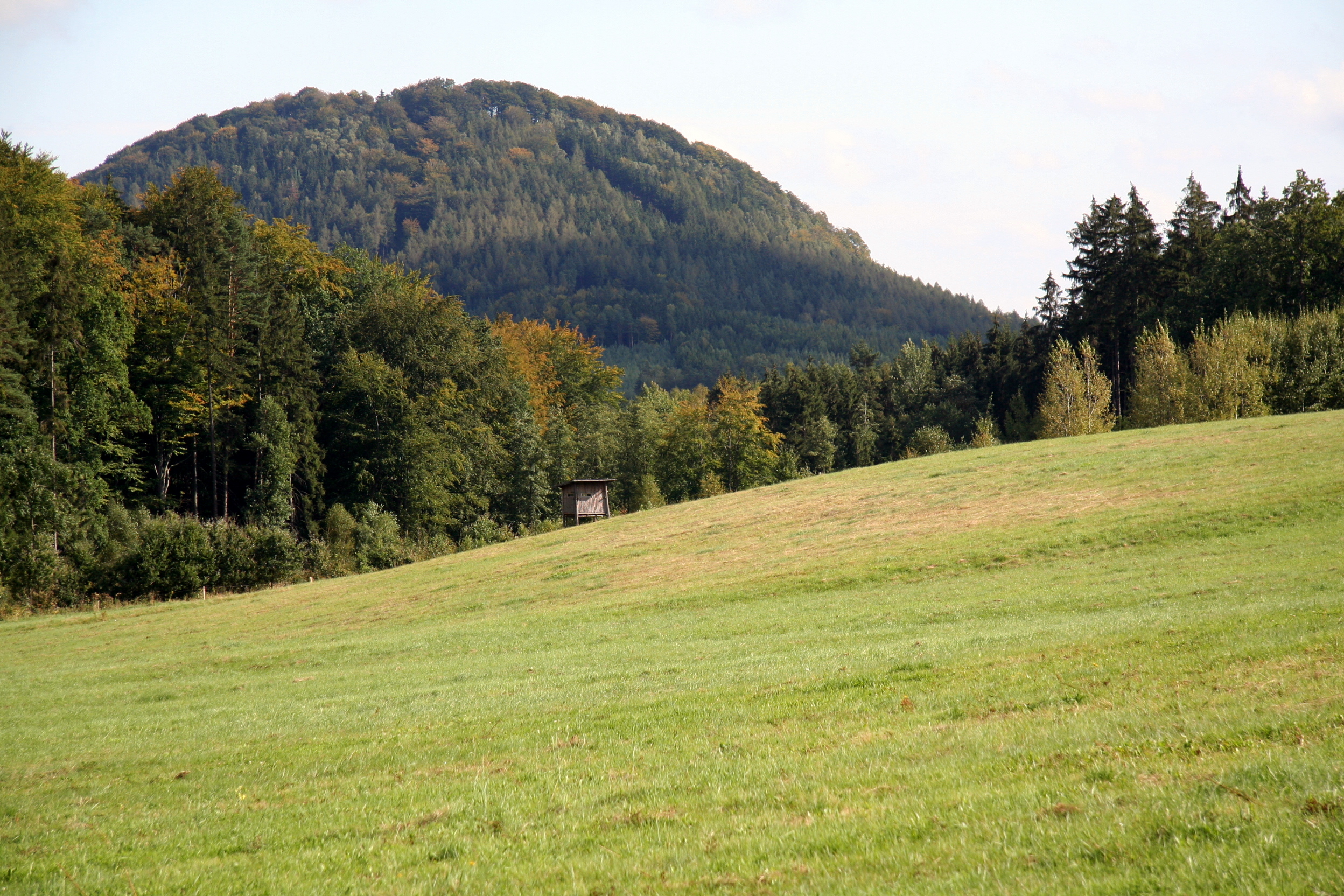
Blick zum Ortel

Da der Ortel bewaldet ist, hat man nur oberhalb von Lichtungen sowie von Felsvorsprüngen unterhalb des Gipfels Aussichtsmöglichkeiten. Vom westlichen Felsvorsprung hat man unter anderem schöne Aussichten auf den Velký Bezděz (Bösig), die Provodínské kameny (Mikenhahner Steine), die Felsenburg Sloup, den Klíč (Kleis), das Böhmische Mittelgebirge und den Buková hora (Zinkenstein). Vom Gipfel selber hat man auf Grund des Buchenbestandes keine Aussicht.

## Routen zum Gipfel
Aus nordwestlicher Richtung führt ein gelb markierter Wanderweg zu einem Aussichtspunkt am Südwest-Hang. Von hier führt ein breiter Weg zum Gipfel, welcher nicht mehr markiert ist.
Auf einem schmalen Pfad durch den Buchenwald kann man den Gipfel umrunden.